# Mary F. Lyonová
Mary Frances Lyonová FRS (15. května 1925 – 25. prosince 2014) byla anglická genetička. Proslavila se objevem důležitého biologického fenoménu známého jako inaktivace X-chromozomu.

## Dětství a studia
Mary Lyonová se narodila 15. května 1925 v Norwichi jako nejstarší ze tří dětí. Vystudovala gymnázium v Birminghamu. V té době se díky dobrému učiteli a knihám o přírodě, které vyhrála v esejistické soutěži, začala zajímat o vědu. Během druhé světové války pokračovala ve studiu na Girton College v Cambridge, kde studovala zoologii, fyziologii, organickou chemii a biochemii, přičemž jejím hlavním předmětem byla zoologie. V této době smělo na univerzitě studovat pouze 500 studentek, v porovnání s více než 5000 muži. Navíc, navzdory tomu, že vykonávaly stejnou práci jako studenti mužského pohlaví, získaly studentky pouze „titulární“ tituly, nikoliv úplné cambridgeské tituly, které by z nich činily členy univerzity. Během studií na Cambridge se začala zajímat o embryologii. Ve svém doktorandském studiu u Ronalda Fishera, který byl profesorem genetiky v Cambridge, charakterizovala mutantní myší kmen s „bledou“ mutací. V průběhu doktorandského studia se přestěhovala do Edinburghu.

## Výzkum a kariéra
Poté, co získala PhD (uděleno 1950), se Lyonová připojila ke skupině Conrada Hala Waddingtona, se kterým spolupracovala v poslední části svého PhD. Skupina zkoumala mutagenezi a genetická rizika záření. Věnovala se výzkumu myší s různými mutacemi.
V roce 1955 se její skupina přestěhovala do Radiobiologického oddělení MRC v Harwellu. Tam pokračovala ve zkoumání myších mutací. Věnovala se výzkumu mutace, která měla odlišný účinek na samce a samice: některá samčí embrya zemřela a přeživší samci měli bílé kožichy, ale samice přežívaly a byly skvrnité. Prostřednictvím šlechtění mutantů zkoumala přechod mutace a dospěla k závěru, že mutace byla umístěna na chromozomu X. To ji, spolu s novými poznatky té doby týkajících se chromozomu X, vedlo k hypotéze o umlčení chromozomu X.
V letech 1962 až 1987 byla vedoucí genetické sekce Radiologického oddělení MRC v Harwellu.

### X-inaktivace
Při práci v oblasti radiačních rizik v roce 1961 objevila jev známý jako inaktivace X-chromozomu. Tento jev je někdy na její počest znám jako lyonizace. Její následný výzkum pomohl vysvětlit, proč ženské přenašečky genetických poruch vázaných na chromozom X mohou vykazovat mírné příznaky.

### Ocenění a vyznamenání
V roce 1973 byla Lyonová byl zvolena členem Královské společnosti. Je také zahraničním spolupracovníkem Národní akademie věd USA a čestným zahraničním členem Americké akademie umění a věd. V roce 1997 Wolfovu cenu za medicínu za svou hypotézu týkající se náhodné inaktivace X-chromozomů u savců.